# عبد الله بن حسن بن محمد آل حسن
الأمير عبد الله بن حسن بن محمد بن عبد الله بن حسن بن محمد بن عليان هو رابع أمراء إمارة آل أبو عليان المعروفين، وقد استولى على الحكم من الأمير حمود بن راشد الدريبي في سنة 1183 للهجرة واستمر في الحكم إلى سنة 1188 للهجرة حين حاربه الأمير عريعر بن دجين آل حميد أمير الأحساء والقطيف وحليف الأمير حمود وأسره وأعاد الأمير حمود للحكم، وبقي الأمير عبد الله في الأسر حتى وفاة الأمير عريعر ثم لجأ إلى الدولة السعودية الأولى وفي السنة التي تلتها غزت الدولة السعودية الأولى بريدة في عهد عبد العزيز بن محمد آل سعود بقيادة ابنه سعود فأعاد الأمير عبد الله للحكم فقام هذا الأمير بقتل 50 من أبناء عمومته الدرابى، واستمر يحكم حتى مقتله في وقعة مخيريق الصفا سنة 1190 للهجرة.